# Sanchezia longiflora
Sanchezia longiflora là một loài thực vật có hoa trong họ Ô rô. Loài này được (Hook.) Hook. f. ex Planch. miêu tả khoa học đầu tiên năm 1880.